# 王嘉良
王嘉良（1932年9月—），山东黄县人，中国象棋棋手、特级大师。他是中国象棋“北派”棋艺的开创者，有“东北虎”之称。

## 生平
王嘉良祖籍山东黄县，幼年随家人迁居黑龙江孙吴县。他曾在1956年第一届全国象棋赛中战胜“南粤棋王”杨官璘，但最终成绩仍排在杨官璘之后位列第二。不过他也由此赢得了“南有杨官璘、北有王嘉良”的美誉。次年，他在全国棋类比赛中获得亚军。1959年又在第一届全国运动会棋类比赛中位居次席。1980年，他作为中国队的主力队员参加第一届亚洲象棋锦标赛并夺得团体冠军。1984年，获象棋特级大师称号。
王嘉良于1979年创办《北方棋艺》杂志并任主编。他还著有《象棋前锋》、《象棋中锋》、《象棋后卫》、《橘中胆》等象棋书籍。
王嘉良长年担任黑龙江象棋队教练，是中国象棋“北派”棋艺的开创者，曾培养出赵国荣、王琳娜、郭莉萍三位世界冠军。他的其他弟子还包括象棋大师孙志伟、张影富、张晓平，女子象棋大师张晓霞、张梅、刘丽梅等。